# Supranacionalismus

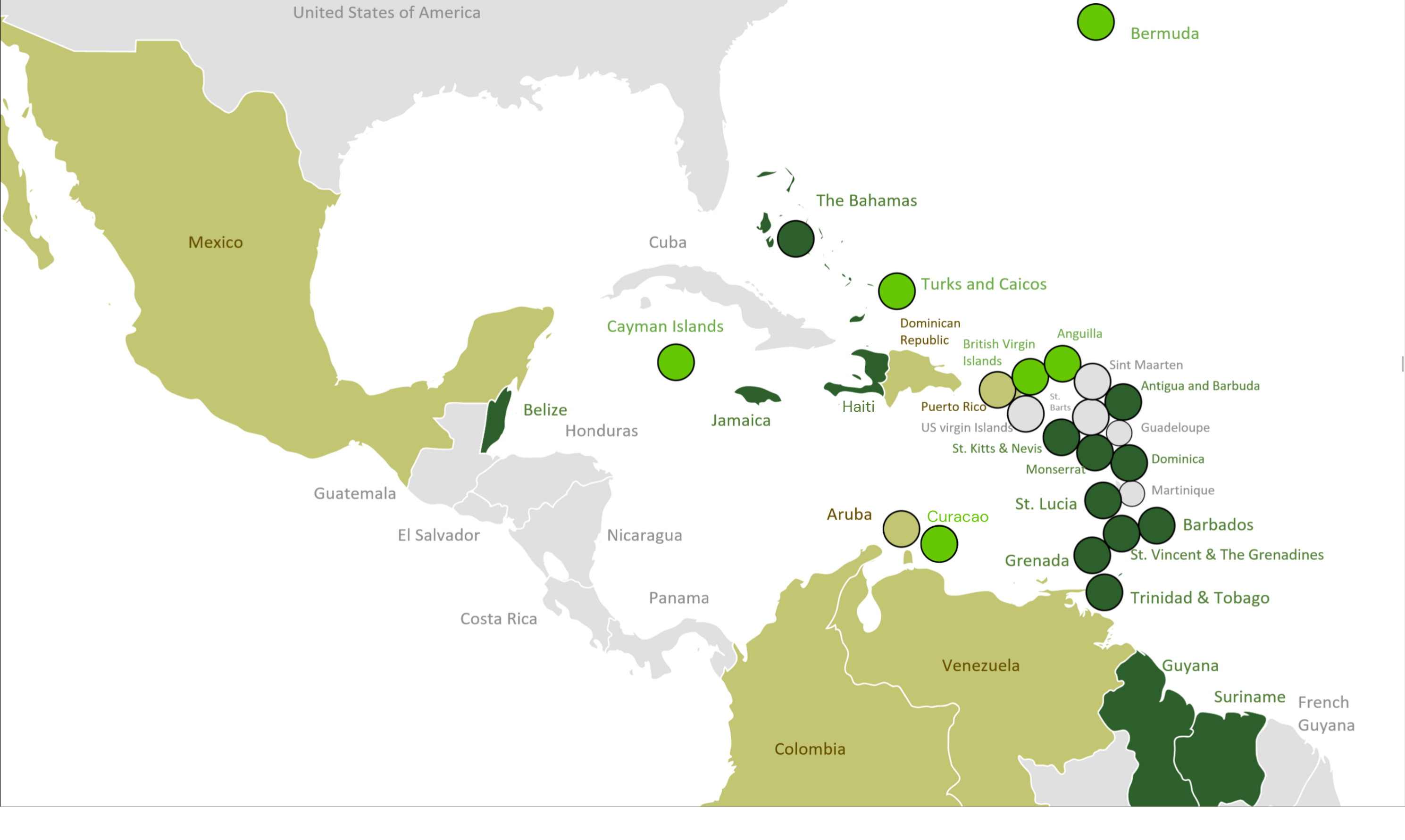
Mapa států CARICOM: plnoprávní členové, přidružení členové, pozorovatelé.

Supranacionalismus je způsob rozhodovacího procesu na mezinárodní úrovni, v jehož rámci je určitá část politických pravomocí delegována na nezávislé nadnárodní těleso. Charakteristickým rysem je rozhodování prostřednictvím většinového systému, nikoliv jednomyslného (konsenzuálního); může se tedy stát že jednotlivé země budou přehlasovány. Navzdory federálním entitám si státy udržují svou suverenitu a účastní se rozhodovacího procesu.
Alternativní metodou rozhodování na mezinárodní úrovni je rozhodování mezivládní neboli intergovernmentalismus.